# St. Thomas Aquinas High School
Die St. Thomas Aquinas High School ist eine im Südwesten der Stadt Fort Lauderdale im US-Bundesstaat Florida gelegene weiterführende Schule in privater Trägerschaft des Erzbistums Miami. Sie entstand 1952 durch Ausgliederung aus einer 1936 gegründeten Schule  und wurde 1961 nach dem katholischen Heiligen Thomas von Aquin benannt. Im Jahr 1996 erhielt sie den Blue Ribbon Award, die höchste Auszeichnung des Bildungsministeriums der Vereinigten Staaten für Exzellenz im Bildungsbereich.
Die St. Thomas Aquinas High School wird von rund 2.170 Schülern besucht, die von etwa 130 Lehrern unterrichtet werden. Zu den Aufnahmevoraussetzungen zählen das Bestehen eines Eingangstests sowie zwei Empfehlungsschreiben der zuvor besuchten Schule. Überregional bekannt ist sie in den USA vor allem durch die Erfolge ihrer Schüler im sportlichen Bereich, aufgrund der ihre Sportabteilung unter anderem im Jahr 2005 den dritten Platz auf einer landesweiten Rangliste des Magazins Sports Illustrated belegte. Das American-Football-Team der Schule gewann bis 2021 zwei Landesmeistertitel und zehnmal die Meisterschaft des Staates Florida.
Zu den Absolventen der St. Thomas Aquinas High School zählen unter anderem die Tennisspieler Chris Evert und Mark Merklein, die American-Football-Spieler Michael Irvin und Brian Piccolo, die amerikanischen Fußball-Nationalspieler Alejandro Bedoya und Eric Eichmann, die Volleyball-Nationalspielerin Foluke Akinradewo, die Olympiasiegerin und mehrfache Weltmeisterin im 400-Meter-Lauf Sanya Richards-Ross, der Leichtathlet Arman Hall, der Golfspieler Jason Dufner, der Schriftsteller Michael Connelly, die Schauspieler Billy Crudup und Chris Conrad, der Drehbuchautor, Filmproduzent und Regisseur Steve Conrad sowie der Politiker und frühere Gouverneur von Maryland Parris Glendening.